# Lista de códigos de país do UNDP
Esta é a lista do UNDP (United Nations Development Programme Programa de Desenvolvimento das Nações Unidas) códigos de país.
Além dos países, os códigos de identificação de agrupamentos geográficos e entidades políticas, como várias frentes de libertação (não todos que ainda existem). A finalidade dos códigos é em parte atuarial.
| Trigrama | Entidade                                            | Comentário                                                                       |
| -------- | --------------------------------------------------- | -------------------------------------------------------------------------------- |
| AFG      | Afeganistão                                         |                                                                                  |
| ALB      | Albânia                                             |                                                                                  |
| ALG      | Argélia                                             |                                                                                  |
| AMS      | Samoa Americana                                     |                                                                                  |
| ANA      | ANA – Azânia                                        | ? – Azânia                                                                       |
| ANC      | ANC – Zimbábue                                      | Congresso Nacional Africano – Zimbabwe                                           |
| AND      | Andorra                                             |                                                                                  |
| ANG      | Angola                                              |                                                                                  |
| ANL      | Anguila                                             |                                                                                  |
| ANT      | Antiga e Barbuda                                    |                                                                                  |
| ARG      | Argentina                                           |                                                                                  |
| ARM      | Armênia                                             |                                                                                  |
| ARU      | Aruba                                               |                                                                                  |
| AUL      | Austrália                                           |                                                                                  |
| AUS      | Áustria                                             |                                                                                  |
| AZE      | Azerbaijão                                          |                                                                                  |
| BAH      | Barém                                               |                                                                                  |
| BAL      | Estados bálticos                                    | Estônia, Lituânia, Letônia                                                       |
| BAR      | Barbados                                            |                                                                                  |
| BDI      | Burundi                                             |                                                                                  |
| BEL      | Bélgica                                             |                                                                                  |
| BEN      | Benim                                               |                                                                                  |
| BER      | Bermudas                                            |                                                                                  |
| BGD      | Bangladexe                                          |                                                                                  |
| BHA      | Bahamas                                             |                                                                                  |
| BHU      | Butão                                               |                                                                                  |
| BIH      | Bósnia e Herzegovina                                |                                                                                  |
| BKF      | Burquina Faso                                       |                                                                                  |
| BOL      | Bolívia                                             |                                                                                  |
| BOT      | Botsuana                                            |                                                                                  |
| BRA      | Brasil                                              | Também RIO para "Brasil (Rio de Janeiro)" e SUB para "Brasil (Subin)"            |
| BRU      | Brunei                                              |                                                                                  |
| BUL      | Bulgária                                            |                                                                                  |
| BUR      | Mianmar                                             | Obsoleto 1989; agora Myanmar                                                     |
| BVI      | Ilhas Virgens Britânicas                            |                                                                                  |
| BYE      | Bielorrússia                                        |                                                                                  |
| BZE      | Belize                                              |                                                                                  |
| CAF      | República Centro-Africana                           |                                                                                  |
| CAM      | América Central                                     |                                                                                  |
| CAN      | Canadá                                              |                                                                                  |
| CAR      | Caribe                                              |                                                                                  |
| CAY      | Ilhas Caimã                                         |                                                                                  |
| CEH      | Chéquia                                             |                                                                                  |
| CHA      | Outros não distribuído                              |                                                                                  |
| CHD      | Chade                                               |                                                                                  |
| CHI      | Chile                                               |                                                                                  |
| CIS      | Comunidade de Estados Independentes                 |                                                                                  |
| CKI      | Ilhas Cook                                          |                                                                                  |
| CMB      | Camboja                                             | Antigamente Kampuchea (KAM, 1975–1990) e Khmer Republic (KMR, 1970–1975)         |
| CMR      | Camarões                                            |                                                                                  |
| COI      | Comores                                             |                                                                                  |
| COL      | Colômbia                                            |                                                                                  |
| COS      | Costa Rica                                          |                                                                                  |
| CPR      | República Popular da China                          |                                                                                  |
| CRO      | Croácia                                             |                                                                                  |
| CUB      | Cuba                                                |                                                                                  |
| CVI      | Cabo Verde                                          |                                                                                  |
| CYP      | Chipre                                              |                                                                                  |
| CZE      | Checoslováquia                                      | Obsoleto 1993; dividida em República Checa e Eslováquia                          |
| DAH      | Daomé                                               | Obsoleto 1977; agora Benim                                                       |
| DEN      | Dinamarca                                           |                                                                                  |
| DJI      | Jibuti                                              |                                                                                  |
| DMI      | Dominica                                            |                                                                                  |
| DOM      | República Dominicana                                |                                                                                  |
| DRK      | República Popular Democrática da Coreia             |                                                                                  |
| EAC      | Comunidade da África Oriental                       | Kenya, Tanzânia, Uganda                                                          |
| ECU      | Equador                                             |                                                                                  |
| EGY      | Egito                                               |                                                                                  |
| ELS      | El Salvador                                         |                                                                                  |
| EQG      | Guiné Equatorial                                    | Também EQL para "Guiné Equatorial (Douala)"                                      |
| ERI      | Eritréia                                            |                                                                                  |
| EST      | Estônia                                             |                                                                                  |
| ETH      | Etiópia                                             |                                                                                  |
| FAN      | Antilhas francesas                                  | Provavelmente significa apenas St-Martin                                         |
| FGU      | Guiana francesa                                     |                                                                                  |
| FIJ      | Fiji                                                |                                                                                  |
| FIN      | Finlândia                                           |                                                                                  |
| FLC      | FLCS – Djibouti                                     | Front de Libération de la Côte des Somalis                                       |
| FOS      | Territórios Ultramarinos Franceses                  | Inclui, provavelmente, São Pedro e Miquelão                                      |
| FPL      | Polinésia Francesa                                  |                                                                                  |
| FRA      | França                                              |                                                                                  |
| FSM      | Estados Federados da Micronésia                     |                                                                                  |
| GAB      | Gabão                                               |                                                                                  |
| GAM      | Gâmbia                                              |                                                                                  |
| GBS      | Guiné-Bissau                                        |                                                                                  |
| GDR      | Alemanha Oriental                                   | Obsoleto 1990                                                                    |
| GEO      | Geórgia                                             |                                                                                  |
| GER      | Alemanha                                            |                                                                                  |
| GHA      | Gana                                                |                                                                                  |
| GIL      | Ilhas Gilbert                                       | Obsoleto 1979; agora Kiribati                                                    |
| GLO      | Global                                              |                                                                                  |
| GRE      | Grécia                                              |                                                                                  |
| GRN      | Granada                                             |                                                                                  |
| GUA      | Guatemala                                           |                                                                                  |
| GUD      | Guadalupe                                           |                                                                                  |
| GUI      | Guiné                                               |                                                                                  |
| GUY      | Guiana                                              |                                                                                  |
| HAI      | Haiti                                               |                                                                                  |
| HLS      | Cidade do Vaticano (Santa Sé)                       |                                                                                  |
| HOK      | Hong Kong                                           |                                                                                  |
| HON      | Honduras                                            |                                                                                  |
| HUN      | Hungria                                             |                                                                                  |
| ICE      | Islândia                                            |                                                                                  |
| IND      | Índia                                               |                                                                                  |
| INS      | Indonésia                                           |                                                                                  |
| INT      | Inter-Regional                                      |                                                                                  |
| IRA      | Irã                                                 |                                                                                  |
| IRE      | Irlanda                                             |                                                                                  |
| IRQ      | Iraque                                              |                                                                                  |
| ISR      | Israel                                              |                                                                                  |
| ITA      | Itália                                              |                                                                                  |
| IVC      | Costa do Marfim                                     |                                                                                  |
| JAM      | Jamaica                                             |                                                                                  |
| JOR      | Jordânia                                            |                                                                                  |
| JPN      | Japão                                               |                                                                                  |
| KAZ      | Cazaquistão                                         |                                                                                  |
| KEN      | Quênia                                              |                                                                                  |
| KIR      | Quiribáti                                           |                                                                                  |
| KOS      | Cossovo                                             |                                                                                  |
| KUW      | Kuwait                                              |                                                                                  |
| KYR      | Quirguistão                                         |                                                                                  |
| LAO      | Laos                                                |                                                                                  |
| LAT      | Letônia                                             |                                                                                  |
| LEB      | Líbano                                              |                                                                                  |
| LES      | Lesoto                                              |                                                                                  |
| LIB      | Líbia                                               |                                                                                  |
| LIE      | Liechtenstein                                       |                                                                                  |
| LIR      | Libéria                                             |                                                                                  |
| LIT      | Lituânia                                            |                                                                                  |
| LMA      | ?                                                   | Landmine Action UK (?)                                                           |
| LUX      | Luxemburgo                                          |                                                                                  |
| MAC      | Macau                                               |                                                                                  |
| MAF      | ?                                                   | Mission Aviation Fellowship (?)                                                  |
| MAG      | Madagáscar                                          |                                                                                  |
| MAL      | Malásia                                             |                                                                                  |
| MAQ      | Martinica                                           |                                                                                  |
| MAR      | Maurícias                                           |                                                                                  |
| MAS      | Ilhas Marshall                                      |                                                                                  |
| MAT      | Malta                                               |                                                                                  |
| MAU      | Mauritânia                                          |                                                                                  |
| MDV      | As Maldivas                                         |                                                                                  |
| MEX      | México                                              |                                                                                  |
| MIC      | Estados Federados da Micronésia                     |                                                                                  |
| MKD      | Macedônia do Norte                                  |                                                                                  |
| MLD      | MLD – Djibouti                                      | Movimento de Libertação de Djibuti                                               |
| MLI      | Mali                                                |                                                                                  |
| MLW      | Maláui                                              |                                                                                  |
| MNC      | Mônaco                                              |                                                                                  |
| MOL      | República da Moldávia                               |                                                                                  |
| MON      | Mongólia                                            |                                                                                  |
| MOR      | Marrocos                                            |                                                                                  |
| MOT      | Monserrate                                          |                                                                                  |
| MOZ      | Moçambique                                          |                                                                                  |
| MYA      | Mianmar                                             |                                                                                  |
| NAM      | Namíbia                                             |                                                                                  |
| NAN      | Antilhas Neerlandesas                               |                                                                                  |
| NAU      | Nauru                                               |                                                                                  |
| NCA      | Nova Caledônia                                      |                                                                                  |
| NEP      | Nepal                                               |                                                                                  |
| NER      | Níger                                               |                                                                                  |
| NET      | Países Baixos                                       |                                                                                  |
| NHE      | Ilhas Hébridas                                      | Obsoleto 1980; agora Vanuatu                                                     |
| NIC      | Nicarágua                                           |                                                                                  |
| NIR      | Nigéria                                             |                                                                                  |
| NIU      | Niue                                                |                                                                                  |
| NLM      | Movimentos de libertação nacional                   |                                                                                  |
| NOR      | Noruega                                             |                                                                                  |
| NZL      | Nova Zelândia                                       |                                                                                  |
| OMA      | Omã                                                 |                                                                                  |
| PAC      | PAC – Azânia                                        | Congresso Pan-Africano de Azânia                                                 |
| PAE      | PAE – Zimbabwe                                      | Pacific Architects and Engineers                                                 |
| PAF      | Frente Patriótica de Libertação do Zimbábue         |                                                                                  |
| PAK      | Paquistão                                           |                                                                                  |
| PAL      | Território Palestino Ocupado                        |                                                                                  |
| PAN      | Panamá                                              |                                                                                  |
| PAR      | Paraguai                                            |                                                                                  |
| PDY      | República Popular Democrática do Iêmen              | Obsoleto 1990                                                                    |
| PER      | Peru                                                |                                                                                  |
| PHI      | Filipinas                                           |                                                                                  |
| PMI      | Ilhas Multi do Pacífico                             | Ilhas menor do Pacífico?                                                         |
| PNG      | Papua Nova Guiné                                    |                                                                                  |
| PNL      | ?                                                   | Partidului National Liberal (Partido Nacional Liberal da Romênia) ?              |
| POL      | Polônia                                             |                                                                                  |
| POR      | Portugal                                            |                                                                                  |
| POT      | Territórios portugueses (UNEPTSA)                   | Programa de Formação das Nações Unidas para África Austral (Angola e Moçambique) |
| PRC      | República do Congo                                  | Anteriormente República Popular do Congo (1970–1992)                             |
| PUE      | Porto Rico                                          |                                                                                  |
| QAT      | Catar                                               |                                                                                  |
| REU      | Reunião                                             |                                                                                  |
| ROK      | República da Coreia                                 |                                                                                  |
| ROM      | Romênia                                             |                                                                                  |
| RUS      | Rússia                                              |                                                                                  |
| RWA      | Ruanda                                              |                                                                                  |
| SAF      | África do Sul                                       |                                                                                  |
| SAH      | Saara Ocidental                                     |                                                                                  |
| SAM      | Samoa                                               |                                                                                  |
| SAU      | Arábia Saudita                                      |                                                                                  |
| SEN      | Senegal                                             |                                                                                  |
| SEY      | Seicheles                                           |                                                                                  |
| SIK      | Siquim                                              | Obsoleto 1975                                                                    |
| SIL      | Serra Leoa                                          |                                                                                  |
| SIN      | Singapura                                           |                                                                                  |
| SLO      | Eslováquia                                          |                                                                                  |
| SNM      | San Marino                                          |                                                                                  |
| SOI      | Ilhas Salomão                                       |                                                                                  |
| SOM      | Somália                                             |                                                                                  |
| SPA      | Espanha                                             |                                                                                  |
| SPF      | Fundo do Pacífico Sul                               |                                                                                  |
| SRH      | Rodésia do Sul                                      | Obsoleto 1980; agora Zimbabwe                                                    |
| SRL      | Sri Lanka                                           |                                                                                  |
| SRV      | Vietnã do Norte                                     | Antiga República Socialista do Vietnam; obsoleto 1977                            |
| STH      | Santa Helena                                        |                                                                                  |
| STK      | São Cristóvão e Neves                               |                                                                                  |
| STL      | Santa Lúcia                                         |                                                                                  |
| STA      | stateless                                           |                                                                                  |
| STP      | São Tomé e Príncipe                                 |                                                                                  |
| STV      | São Vicente e Granadinas                            |                                                                                  |
| SUD      | Sudão                                               | Também SUC para "Sudan (Suba)"                                                   |
| SUR      | Suriname                                            |                                                                                  |
| SVN      | Eslovênia                                           |                                                                                  |
| SWA      | Essuatíni                                           |                                                                                  |
| SWE      | Suécia                                              |                                                                                  |
| SWI      | Suíça                                               |                                                                                  |
| SWP      | SWAPO                                               | Organização do Sudoeste Africano (Namíbia)                                       |
| SYR      | Síria                                               |                                                                                  |
| TAJ      | Tajiquistão                                         |                                                                                  |
| TCI      | Ilhas Turcas e Caicos                               |                                                                                  |
| THA      | Tailândia                                           |                                                                                  |
| TIM      | Timor-Leste                                         |                                                                                  |
| TOG      | Togo                                                |                                                                                  |
| TOK      | Toquelau                                            |                                                                                  |
| TON      | Tonga                                               |                                                                                  |
| TRI      | Trindade e Tobago                                   |                                                                                  |
| TTP      | Palau                                               | Anteriormente o Território Fiduciário das Ilhas do Pacífico (1986)               |
| TUK      | Turcomenistão                                       |                                                                                  |
| TUN      | Tunísia                                             |                                                                                  |
| TUR      | Turquia                                             |                                                                                  |
| TUV      | Tuvalu                                              |                                                                                  |
| UAE      | Emirados Árabes Unidos                              |                                                                                  |
| UAF      | Não distribuído – África                            |                                                                                  |
| UAP      | Não distribuído – Ásia e Pacífico                   |                                                                                  |
| UGA      | Uganda                                              |                                                                                  |
| UKM      | Reino Unido                                         |                                                                                  |
| UKR      | Ucrânia                                             |                                                                                  |
| ULA      | Não distribuído – América Latina e Caribe           |                                                                                  |
| ULM      | Não distribuído – Movimentos de libertação nacional |                                                                                  |
| UPV      | Alto Volta                                          | Obsoleto 1984, agora Burquina Faso                                               |
| URT      | Tanzânia                                            | Para "República Unida da Tanzânia"                                               |
| URU      | Uruguai                                             |                                                                                  |
| USA      | Estados Unidos                                      |                                                                                  |
| USR      | União das Repúblicas Socialistas Soviéticas         | Obsoleto 1992                                                                    |
| UVI      | Ilhas Virgens Americanas                            |                                                                                  |
| UZB      | Uzbequistão                                         |                                                                                  |
| VAN      | Vanuatu                                             |                                                                                  |
| VEN      | Venezuela                                           |                                                                                  |
| VIE      | Vietnã                                              |                                                                                  |
| WES      | Samoa Ocidental                                     | Tornou-se Samoa em 1998                                                          |
| WFI      | Ilhas Wallis e Futuna                               |                                                                                  |
| WIR      | Irian Ocidental                                     | Obsoleto 1973; agora incorporada pela Indonésia (Nova Guiné Ocidental)           |
| WPN      | <==3                                                | Women's Peace Network (?)                                                        |
| YEM      | Yemen                                               |                                                                                  |
| YUG      | Iugoslávia                                          | Progressivamente reduzidos a partir de 1993                                      |
| ZAI      | República Democrática do Congo                      | Antigamente Zaire (1997)                                                         |
| ZAM      | Zâmbia                                              |                                                                                  |
| ZIM      | Zimbábue                                            |                                                                                  |